# Скляний майстер
«Скляний майстер» (урду شیشہ گر,, трансліт. Шиша Гар) — пакистанський анімаційний антивоєнний романтичний драматичний фільм 2024 року виробництва Mano Animation Studios. Дебют режисера Усмана Ріаза. Сценарій написала Моя О'Шіа за оповіданням власного з Ріазом авторства. Продюсери фільму — Гізер Ріаз та Мануель Крістобаль. Це перший пакистанський повнометражний анімаційний фільм, створений за технологією ручної мальованої анімації.
Прем'єра фільму відбулася на Міжнародному фестивалі анімаційного кіно в Аннесі 2024 року 10 червня, а в кінотеатрах Пакистану він вийшов 26 липня 2024 року.

## Сюжет
Вінсент Олівер, син майстра-склодува Томаса Олівера, живе в приморському містечку Вотерфронт. За це місце борються дві країни, але для Томаса воно цінне передусім тим, що там є якісний пісок, необхідний для виробництва скла. В дитинстві Вінсент познайомився з Алліз Амано, дочкою полковника Амано. Вони побачили на пляжі печеру, в якій горіло синє полум'я. Вінсент вирішив, що це джин. Батько Алліз зневажливо ставився до Вінсента, бо його батько пацифіст. Вона ж прагнула стати скрипалькою і Амано підтримував її навчання, подарувавши трофейну скрипку. Попри несхвалення Томаса, Вінсент та Алліз зблизилися. Ставши підлітком, Вінсент отримує листа від Алліз, що спонукає його пригадати попередні події.
Коли спалахує війна, більшість хлопців вступають до армії. Суперник Вінсента, Малік, робить це, щоб справити враження на Алліз як «справжній чоловік». Полковник Амано змушує Томаса виготовляти радіолампи, погрожуючи інакше силоміць забрати його до війська. Томас, для якого майстерня — це справа його життя, піддається. У міру загострення війни Малік освідчується в коханні до Алліз, що створює напруженість між нею та Вінсентом. Під час бомбардування Вінсент та Алліз сваряться, дівчина звинувачує Вінсента в боягузтві, бо він не пішов до війська. А той критикує її за те, що вона грає чужі твори, а не пише власні.
Батько Алліз зникає безвісти на фронті, що спонукає її знайти розраду в музиці та написати власний твір. Вона запрошує Вінсента на свій виступ у театрі. Але запрошення відбирає та викидає в річку кадет, підозрюючи, що воно крадене. Побачивши як наближаються нібито ворожі солдати, Вінсент іде протистояти їм. Але це Малік повертається з пораненим полковником Амано, вони заходять до театру під час виступу Алліз. Вона цілує Маліка, за чим здалеку спостерігає Вінсент, а скрипалька бачить на його місці полум'я джина. Він вирішує викинути шпильку, яку зробив для Алліз, але не робить цього через втручання джина.
Спустошений, Вінсент вирішує втрутитися в перебіг війни і саботувати виробництво ламп, змінивши склад скла. Хлопець сподівається, що без них літаки не зможуть злетіти. Переміщуючи ящик із припасами для військових, він з погордою зізнається в цьому батькові. Але невдовзі Вінсент бачить як літаки через несправні лампи загоряються в повітрі й падають. Ворожа авіація без перешкод бомбардує Вотерфронт. Ящик загрожує впасти на двох вартових і Томас, рятуючи їх, втрачає руку. Доля Алліз та її родини залишається невідомою, оскільки вони потрапляють під бомбардування, коли покидають місто на потязі.
Дочитавши листа, Вінсент дізнається, що Алліз кохає його. На виставці скляних виробів Вінсента відволікає синє полум'я джина, яке він бачив раніше декілька разів. Повернувшись до майстерні, він намагається спалити листа, але полум'я перетворюється на Алліз. Вінсент та Алліз зустрічаються на пляжі, де вперше побачилися, та беруться за руки, що спалахують синім полум'ям. У волоссі Алліз є скляна шпилька, яку роками раніше зробив для неї Вінсент.

## Створення
Усман Ріаз почав роботу над мультфільмом у 2014 році. «Скляний майстер» задумувався як антивоєнний фільм, дія якого відбувається в неоднозначному та фантастичному світі, натхненному його рідним Пакистаном. Усман сильно надихався стилем японської анімаційної студії Ghibli. Зібравши 116 тис. доларів США за допомогою краудфандингової кампанії 2016 року, він заснував студію Mano Animations. Повноцінне виробництво фільму стартувало в 2019 році. Анімація виконувалася вручну і «Скляний майстер» став першим мультфільмом Пакистану, створеним у такій техніці. Техніка анімації нагадує роботи Хаяо Міядзакі. До створення долучилися також США, Південна Корея, Литва, Іспанія, Канада, Філіппіни. Місце дії фільму нагадує Кашмір, спірний між Пакистаном та Індією регіон. Усман Ріаз зумисне зобразив вигадане місце, щоб уникнути цензури в Пакистані.
Світова прем'єра фільму відбулася на Міжнародному анімаційному кінофестивалі в Аннесі 2024 року 10 червня 2024 року, а потім він був випущений у пакистанський прокат 26 липня 2024 року за підтримки Geo Films та Mandviwalla Entertainment. Він також був показаний на Хіросімському анімаційному сезоні 2024 17 серпня 2024 року та брав участь у конкурсі повнометражних фільмів. Прем'єра фільму відбулася в Канаді на Азійському кінофестивалі в Торонто-ріл.

## Сприйняття
Сіддхант Адлакха у Variety писав: «Скляний майстер» неквапливий, хоча при цьому будується на напружених і зворушливих моментах, у яких його «герої» та «лиходії» демонструють непередбачувану складність. Хоча він не відкриває нових горизонтів для анімації загалом (однак є знаковим для Пакистану), це якісне наслідування робіт студії Ghibli. Політичні деталі «Скляного майстра» залишаються здебільшого розпливчастими, частково тому, що цей конфлікт показано очима дітей. «Скляний майстер» надає перевагу інтимному підходу до того, як війна ранить душу. Так, Вінсент, попри пацифізм, живе у світі, що визначається війною, і зрештою це призводить до озлоблення Вінсента, і аніматори вправно вловлюють цю трансформацію за допомогою тонких деталей, таких як зморшки під очима.
Данг Тунг Бач у The Guardian, зазначив, що антивоєнний настрій фільму «Скляний майстер» та його намальована від руки анімація нагадують роботи Хаяо Міядзакі зі студії Ghibli. Навіть романтична музика нагадує культові композиції Джо Хісаїші для фільмів Ghibli. Але творінню Усмана все ж бракує їхньої глибини. Центральна метафора полягає в тім, що як і скляна скульптура, прекрасні речі потребують багато зусиль для формування, але можуть розбитися від легкого дотику. У міру розвитку сюжету тихі та ледь помітні моменти показують, що Амано (як і Вінсент і Томас) цінує мистецтво, любить свою дочку та її музику. Але війна віддаляє його від доньки, поки Вінсент і Томас по-своєму також є жертвами війни. Алідаа Зайнлі-Джунеджо в Images також писала, що війна спотворює головних героїв, навіть якщо вони не воюють особисто.
Згідно з Мартіном Кудлаком із ScreenAnarchy, «Скляний майстер» показує як замість безнадії та покірності молоде покоління зосереджується на своїх пристрастях, створює мистецтво як противагу загрозам. Основний посил фільму — що мистецтво та творчість можуть принести розраду та силу навіть у найважчі часи.
Файза Шах у T-Magazine виділив присутність у сюжеті джина як цікавий надприродний елемент, але додав, що мотиви появи джина не пояснюються і виглядають випадковими. Водночас деякі глядачі можуть сприйняти це як елемент таємничості, яким власне починається фільм, і який лишає фінал відкритим для інтерпретацій. Кудлак назвав магічно-реалістичну присутність джина, який може бути лише плодом уяви Вінсента, дещо зайвою. Хоча цей елемент додає пафосу його історії, він суттєво не впливає на сюжет.
Думки щодо фіналу розділилися. Частина глядачів сприйняли його так, що джин турбувався про Вінсента й Алліз і втрутився, врятувавши Алліз від загибелі при бомбардуванні потяга. Інші вважали, що вона загинула та стала добрим джином, або що обоє загинули і возз'єдналися в світі духів. Відсутність чіткого завершення дехто оцінили як навмисний художній вибір, що відображає непередбачувану природу життя та війни.